# Francisco Maldonado de Guevara

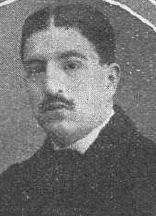
Maldonado hacia 1914

Francisco Maldonado de Guevara y Andrés (Salamanca, 1891-Madrid, 2 de mayo de 1985) fue un catedrático español.

## Biografía
Era hijo de Luis Maldonado de Guevara y Fernández de Ocampo (1860-1926), que en su momento fue rector de la Universidad de Salamanca.
Antes de la Guerra Civil había colaborado en la revista derechista Azor, dirigida por Luys Santa Marina, y en la revista Gallo Crisis de Ramón Sijé. Aparece en el escalafón de 1931 como catedrático de Literatura en Salamanca. En 1933 contrajo matrimonio con Mercedes Toledano Lema. Impartió enseñanzas de filosofía y también de literatura española. Fue fundador de la revista Anales Cervantinos, del Consejo Superior de Investigaciones Científicas. Su obra versa principalmente sobre la literatura del Siglo de Oro español.
Francisco Maldonado ha sido mencionado en numerosas ocasiones por su participación en el acto celebrado en Salamanca el 12 de octubre de 1936 y donde tuvo lugar el incidente entre Miguel de Unamuno (en el que dijo «venceréis, pero no convenceréis») y José Millán-Astray. En su discurso lanzó críticas hacia catalanes y vascos, a las cuales (entre otros temas) se refirió Unamuno en su propia intervención.
En una fase posterior de su carrera ocupó una plaza como catedrático en la Universidad de Madrid; en tal situación estaba al menos en 1955.